# Бања (Сува Река)
Бања (алб. Bajë) је насеље у општини Сува Река на Косову и Метохији. Атар насеља се налази на територији катастарске општине Бања површине 1305 ha. По законима привремених косовских институција село административно припада општини Малишево. Село је добило име по тамошњем јаком топлом и лековитом извору и први пут се помиње 1348. године у Светоарханђелској повељи српског цара Стефана Душана. Изнад села су постојале две цркве, које су сељани звали Киша и Друга Киша.

## Демографија
Насеље има албанску етничку већину.
| Демографија | Демографија | Демографија |
| Година      | Становника  | Становника  |
| ----------- | ----------- | ----------- |
| 1948.       | 942         |             |
| 1953.       | 1.036       |             |
| 1961.       | 1.252       |             |
| 1971.       | 1.707       |             |
| 1981.       | 2.349       |             |
| 1991.       | 3.099       |             |